# 오사카 중앙우편국

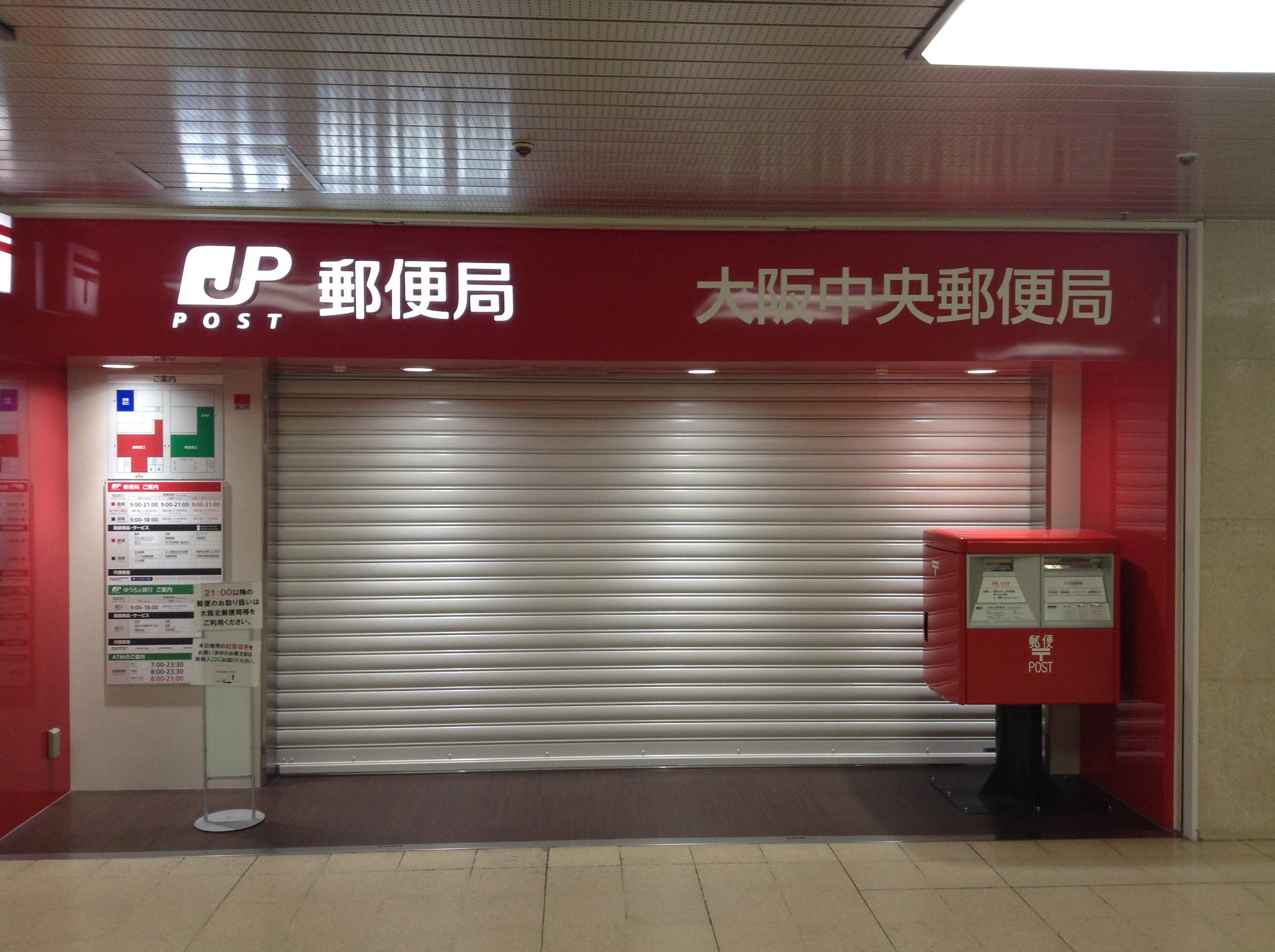
오사카 중앙우편국(2016)

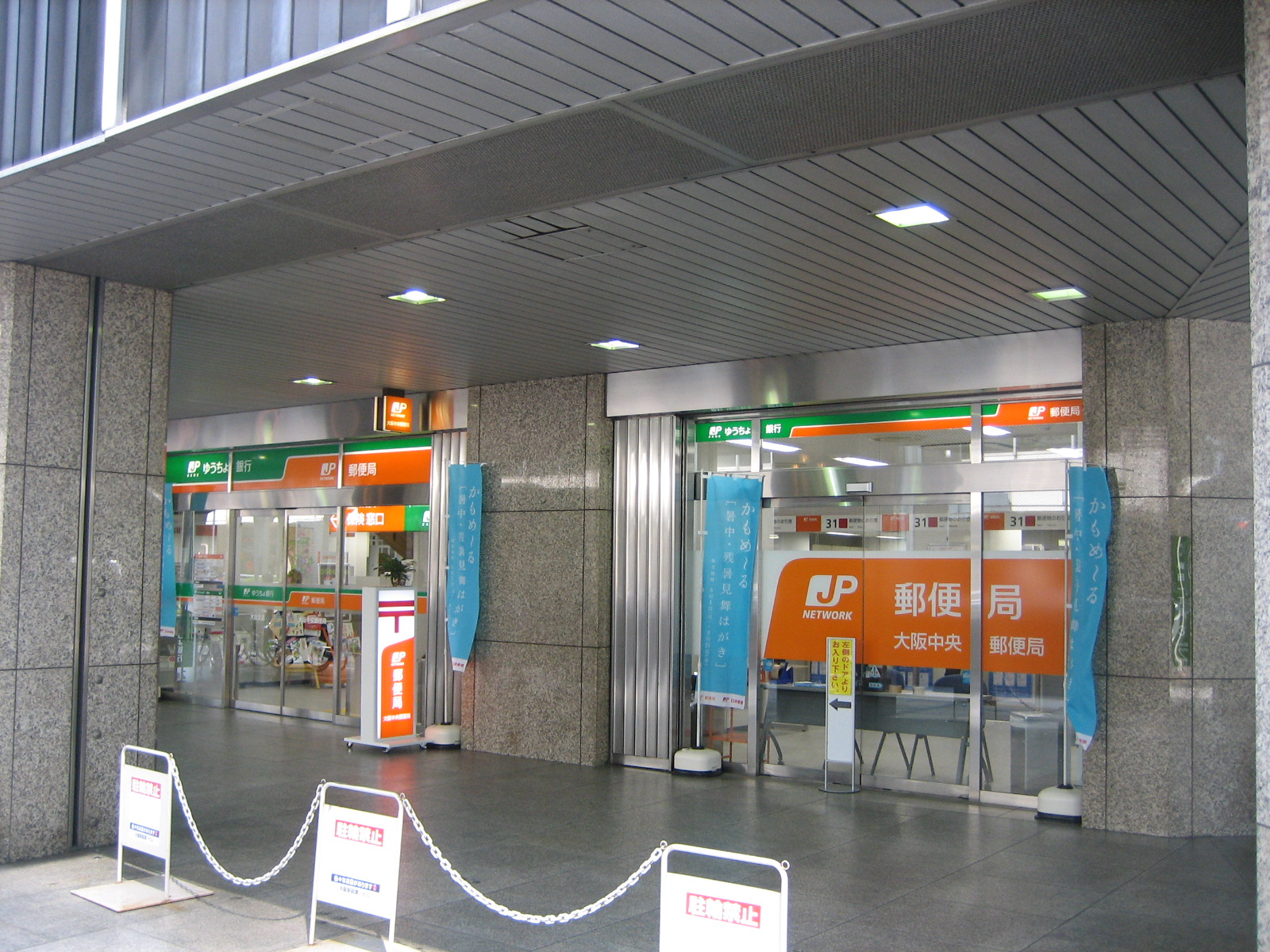
오사카 중앙우편국(2009)

오사카 중앙우편국(일본어: 大阪中央郵便局 오사카츄오유빈쿄쿠[*])는 오사카부 오사카시 기타구에 위치한 우체국이다.